# چت اتکینز
چِت اَتکینز (به انگلیسی: Chet Atkins) (زادهٔ ۲۰ ژوئن ۱۹۲۴ - درگذشتهٔ ۳۰ ژوئن ۲۰۰۱) گیتاریست و تهیه‌کنندهٔ موسیقی اهل ایالات متحدهٔ آمریکا بود.

## زندگی
او به همراه آون برَدلی سبکی ملایم‌تر از موسیقی کانتری را ارائه کرد که با نام نشویل ساوند شناخته می‌شود. استیون توماس ارلواین در آل‌میوزیک از اتکینز به‌عنوان شخصی یاد کرده‌است که «بدون او، موسیقی کانتری به جدول‌های فروش موسیقی پاپ دههٔ ۱۹۵۰ و ۱۹۶۰ راه نمی‌یافت».
اتکینز در شیوهٔ نواختنش با پیک، از مریل ترَویس، جنگو راینهارت، جرج بارنز و لس پال الهام گرفته‌است. با وجود این‌که او یک گیتاریست چیره‌دست بود، نقش او در صنعت موسیقی در جایگاه یک تهیه‌کننده و نوازندهٔ موقت، برجسته‌تر است. اتکینز مدیر ضبط آثار افراد و گروه‌هایی همچون د براونز، پورتر واگنر، دالی پارتن، نورما جین، داتی وست، پری کومو، الویس پرسلی، اورلی برادرز، ادی آرنولد، دان گیبسون، جیم ریوز، جری رید، اسکیتر دیویس، ویلان جنینگز و بسیاری دیگر بوده‌است.
از جمله افتخارات اتکینز می‌توان به دریافت ۱۴ جایزهٔ گرمی، ۹ جایزه از آکادمی موسیقی کانتری هر ۹ مرتبه به‌عنوان «بهترین نوازندهٔ سال» و راه یافتنش به تالار مشاهیر راک اند رول و موزه و تالار مفاخر موسیقی کانتری اشاره کرد.
چِت اتکینز در ۳۰ ژوئن ۲۰۰۱ در ۷۷سالگی بر اثر سرطان روده بزرگ در خانه‌اش در نشویل درگذشت.